# Taylor Fletcher
Pour les articles homonymes, voir Fletcher.
Taylor Fletcher, né le 11 mai 1990 à Steamboat Springs, est un coureur du combiné nordique et un sauteur à ski américain. 

## Biographie
Taylor Fletcher est le frère cadet du combiné Bryan Fletcher et il est licencié au club de Steamboat Springs. Il commence sa carrière dans des compétitions FIS en 2005.
Sa première participation à la Coupe du monde date du 31 janvier 2009, à Chaux-Neuve (France), marquant ses premiers points un an plus tard à Val di Fiemme (29e). Mais il a participé à la Coupe du monde B dès 2005. Dans cette compétition, il gagne ses premières manches durant la saison 2011-2012 (sous le nom de Coupe continentale désormais).
Lors du championnat du monde de combiné nordique 2011 à Oslo, Fletcher a été classé vingt-sixième de l'épreuve sur petit tremplin et trente-cinquième sur grand tremplin. En 2013, lors des Championnats du monde de Val di Fiemme (Italie), il fait partie de l'équipe américaine décrochant la troisième place de l'épreuve par équipes avec Bill Demong, Todd Lodwick et son frère Bryan.
Sa meilleure performance en Coupe du monde est une troisième place, obtenue le 20 janvier 2013 à Seefeld, après un podium par équipes à Schonach. Il est de nouveau troisième en janvier 2015 à Sapporo. Si ses classements dans la Coupe du monde se dégradent lors des saisons suivantes, sa vitesse à ski reste son point fort ce qui l'aide à gagner une épreuve de Coupe continentale en 2018-2019 dans sa localité de Steamboat Springs, malgré la perte récente de son père.
Fletcher prend part aux Jeux olympiques en 2010, 2014, 2018 et 2022, ramenant comme meilleur résultat individuel une vingtième place en 2014. Il prend sa retraite à l'issue de la saison 2021-2022.

## Palmarès

### Jeux olympiques d'hiver
| Épreuve / Édition | Épreuve / Édition | Vancouver 2010 | Sotchi 2014 | Pyeongchang 2018 | Pékin 2022 |
| Par équipes       | Par équipes       | -              | 6e          | 10e              | 6e         |
| Gundersen         | PT                | -              | 33e         | 35e              | 24e        |
| Gundersen         | GT                | 45e            | 20e         | -                | 23e        |

Il a aussi participé à l'épreuve par équipes de saut à ski aux Jeux olympiques de 2010, terminant à la 11e place.

### Championnats du monde
| Épreuve / Édition | Épreuve / Édition | Oslo 2011                        | Val di Fiemme 2013               | Falun 2015                       | Lahti 2017                       | Seefeld 2019                     | Oberstdorf 2021                  |
| Gundersen         | PT + 10 km        | 26e                              | 25e                              | 19e                              | 21e                              | 38e                              | 30e                              |
| Gundersen         | GT + 10 km        | 35e                              | 17e                              | 29e                              | 36e                              | 35e                              | 28e                              |
| Par équipes       | PT                |                                  | Bronze                           | 7e                               | 8e                               | 10e                              | 9e                               |
| Par équipes       | GT                |                                  | Épreuve inexistante à cette date | Épreuve inexistante à cette date | Épreuve inexistante à cette date | Épreuve inexistante à cette date | Épreuve inexistante à cette date |
| Par équipes       | Sprint            | Épreuve inexistante à cette date | 6e                               | 9e                               | 9e                               | 9e                               | 9e                               |

### Coupe du monde
- Meilleur classement général : 16e en 2013.
- 2 podiums individuels : 2 troisièmes places.
- 1 podium par équipes : 1 troisième place.

 Dernière mise à jour le 24 janvier 2015 

#### Différents classements en Coupe du monde
| Année     | Classement général final |
| 2009-2010 | 66e                      |
| 2010-2011 | 55e                      |
| 2011-2012 | 36e                      |
| 2012-2013 | 16e                      |
| 2013-2014 | 27e                      |
| 2014-2015 | 27e                      |
| 2015-2016 | 31e                      |
| 2016-2017 | 49e                      |
| 2017-2018 | 71e                      |
| 2018-2019 | 41e                      |
| 2019-2020 | 50e                      |
| 2020-2021 | 39e                      |
| 2021-2022 | 44e                      |

### Coupe continentale
- 4e du classement général en 2012.
- 20 podiums individuels, dont 7 victoires.